# 防衛省全国情報施設協議会
防衛省全国情報施設協議会（ぼうえいしょうぜんこくじょうほうしせつきょうぎかい）は、全国に点在する航空自衛隊レーダーサイト（全国28基地）および通信所（全国6通信所）の所在市町村議会議長で構成する協議会である。

## 設立の経緯
日本の領空を守るため、北は北海道稚内市から南は沖縄県宮古島市にかけ、全国28か所に展開する航空自衛隊レーダーサイト及び情報収集を目的とした全国6か所に設置される情報本部通信所、更には陸上自衛隊沿岸監視隊の所在する市町村議会で構成する協議会である。
昭和32年度から「国有提供施設等所在市町村助成交付金に関する法律」により基地交付金が交付されるようになったが、対象は米軍に使用されている土地・建物・工作物、さらには自衛隊が使用する飛行場・演習場・弾薬庫・燃料庫等であり、我々の街の航空自衛隊警戒隊と言われる基地のレーダーサイト及び通信所は、国防上極めて重要な役割を果たしていたものの、当該施設に対する固定資産税の代替的性格である国の基地交付金が対象とされていなかった。
このため、基地所在市町村として、これらの施設も交付対象とするよう、全国市議会議長会基地協議会を通して国への要請を行うべきと進言した。しかし、打開策が見えなかったことから、当時の男鹿市議会議長、旧美保関町議会（現在：松江市）議長らの尽力により、平成13年8月、レーダーサイトと情報収集施設基地の所在自治体23市町村市議会の加入を受け本協議会が設立され、現在は36の市町村議会が加入している。

## 設立後
協議会結成後は、加盟市町村地区選出の自由民主党国会議員からの支援を受けるため、平成16年5月に防衛省情報施設振興議員連盟を組織してもらい、レーダーサイトと情報収集施設を基地交付金の交付対象とする規則改正を強く要請し、その結果、平成17年に議員立法による「基地交付金に関する法律の一部改正」が行われ、レーダーサイト及び通信所も基地交付金の対象となった。

## 主な活動内容
毎年秋に役員市町議会議長により、防衛省情報施設振興議員連盟を中心に、防衛省・総務省などの関係省庁に対し、能力向上型に向けた施設の更新や基地交付及び対象施設の拡大金の増額に向けて積極的な要望活動を実施している。
また、7月には「防衛省全国情報施設協議会総会」を開催する。総会には情報施設所在市町村議長などが一堂に会し、情報施設の抱える問題点を協議している。

【活動の３つの柱】
- 日本の領空、国民の生命・財産を守るため能力向上型に向けたレーダーサイト等の早期更新
- 基地交付金の予算増額及び対象施設の拡大
- 会員相互の連携強化と会員の増強

## 役員名簿
※令和５年１２月１５日現在
| 役職   | 議長名     | 市町村議会名             |
| ------ | ---------- | ------------------------ |
| 相談役 | 岡本 雄輔  | 北海道稚内市議会議員     |
| 相談役 | 森 正樹    | 石川県輪島市議会議員     |
| 会長   | 福留 成人  | 宮崎県串間市議会議長     |
| 副会長 | 鈴木 茂行  | 北海道稚内市議会議長     |
| 副会長 | 小松 穂積  | 秋田県男鹿市議会議長     |
| 副会長 | 玉岡 了英  | 石川県輪島市議会議長     |
| 副会長 | 吉金 隆    | 島根県松江市議会議長     |
| 副会長 | 木口 利光  | 長崎県五島市議会議長     |
| 副会長 | 平良 敏夫  | 沖縄県宮古島市議会議長   |
| 理事   | 髙谷 茂    | 北海道当別町議会議長     |
| 理事   | 平賀 貴幸  | 北海道網走市議会議長     |
| 理事   | 冨岡 幸夫  | 青森県むつ市議会議長     |
| 理事   | 昆 暉雄    | 岩手県山田町議会議長     |
| 理事   | 島田 和泉  | 埼玉県ふじみ野市議会議長 |
| 理事   | 長岡肇太郎 | 山口県萩市議会議長       |
| 理事   | 田原 和幸  | 佐賀県神埼市議会議長     |
| 理事   | 田中 政浩  | 福岡県筑前町議会議長     |
| 理事   | 金城 寛    | 沖縄県糸満市議会議長     |
| 監査   | 増田 雅伸  | 静岡県御前崎市議会議長   |
| 監査   | 谷津 信幸  | 京都府京丹後市議会議長   |

## 会員市町村議会名簿
※令和５年８月１日現在
| ブロック名 | 所在する施設名     | 市町村議会名           | 市町村議会数 |
| ---------- | ------------------ | ---------------------- | ------------ |
| 北海道     | 稚内分屯基地       | 北海道稚内市議会       | ９           |
| 北海道     | 当別分屯基地       | 北海道石狩市議会       | ９           |
| 北海道     | 当別分屯基地       | 北海道当別町議会       | ９           |
| 北海道     | 奥尻分屯基地       | 北海道奥尻町議会       | ９           |
| 北海道     | 網走分屯基地       | 北海道網走市議会       | ９           |
| 北海道     | 根室分屯基地       | 北海道根室市議会       | ９           |
| 北海道     | えりも分屯基地     | 北海道えりも町議会     | ９           |
| 北海道     | 標津分屯地         | 北海道標津町議会       | ９           |
| 北海道     | 礼文分屯地         | 北海道礼文町議会       | ９           |
| 東北       | 大湊分屯基地       | 青森県むつ市議会       | 4            |
| 東北       | 山田分屯基地       | 岩手県山田町議会       | 4            |
| 東北       | 加茂分屯基地       | 秋田県男鹿市議会       | 4            |
| 東北       | 大滝根山分屯基地   | 福島県川内村議会       | 4            |
| 関東・中部 | 輪島分屯基地       | 石川県輪島市議会       | ７           |
| 関東・中部 | 小舟渡通信所       | 新潟県新発田市議会     | ７           |
| 関東・中部 | 佐渡分屯基地       | 新潟県佐渡市議会       | ７           |
| 関東・中部 | 大井通信所         | 埼玉県ふじみ野市議会   | ７           |
| 関東・中部 | 峯岡山分屯基地     | 千葉県南房総市議会     | ７           |
| 関東・中部 | 御前崎分屯基地     | 静岡県御前崎市議会     | ７           |
| 関東・中部 | 笠取山分屯基地     | 三重県津市議会         | ７           |
| 近畿・中国 | 串本分屯基地       | 和歌山県串本町議会     | 4            |
| 近畿・中国 | 経ケ岬分屯基地     | 京都府京丹後市議会     | 4            |
| 近畿・中国 | 高尾山分屯基地     | 島根県松江市議会       | 4            |
| 近畿・中国 | 見島分屯基地       | 山口県萩市議会         | 4            |
| 九州       | 脊振山分屯基地     | 佐賀県神埼市議会       | 8            |
| 九州       | 海栗島分屯基地     | 長崎県対馬市議会       | 8            |
| 九州       | 福江島分屯基地     | 長崎県五島市議会       | 8            |
| 九州       | 高畑山分屯基地     | 宮崎県串間市議会       | 8            |
| 九州       | 太刀洗通信所       | 福岡県筑前町議会       | 8            |
| 九州       | 沖永良部島分屯基地 | 鹿児島県知名町議会     | 8            |
| 九州       | 喜界町通信所       | 鹿児島県喜界町議会     | 8            |
| 九州       | 下甑島分屯基地     | 鹿児島県薩摩川内市議会 | 8            |
| 沖縄       | 久米島分屯基地     | 沖縄県久米島町議会     | 4            |
| 沖縄       | 宮古島分屯基地     | 沖縄県宮古島市議会     | 4            |
| 沖縄       | 与座岳分屯基地     | 沖縄県糸満市議会       | 4            |
| 沖縄       | 与那国駐屯地       | 沖縄県与那国町議会     | 4            |
| 合計       | 合計               | 合計                   | ３６         |